# 烏龍麵之國的金色毛毬
《烏龍麵之國的金色毛毬》（日语：うどんの国の金色毛鞠）是日本漫畫家筱丸和創作的日本漫畫作品。於新潮社漫畫雜誌《月刊Comic@Bunch》2012年8月號開始連載，以日本香川縣著名兩大「特產」──烏龍麵與貍貓（妖怪）為主要舞台的日常系漫畫。
2016年，《工作細胞》、《漂流武士》、《烏龍麵之國的金色毛毬》、《書店裡的骷髏店員本田》、《擅長捉弄人的高木同學》獲頒宮脇書店舉辦的第一屆「Miyawaki Comic Awards（ミヤコミ）2016」。

## 故事簡介
俵宗太是個住在東京的網頁設計師，在自家的烏龍麵店發現一名奇怪的小孩，而這個孩子真面目是狸貓妖怪。以香川縣為舞台，兩名角色開始了同居生活。
該漫畫作品是以香川縣著名的烏龍麵與貍貓為主的故事。

## 登場人物

### 本篇
俵宗太（聲：中村悠一、小林優（幼少期）；台灣：夏治世、石采薇（幼少期）；）
本作主角。網頁設計師。原在東京工作，母親（聲：井上喜久子；台灣：林美秀）早逝，父親（聲：中博史；台灣：林正騏）過世後為要整理將要出售的香川老家，而向公司請長假回鄉，家中遇上可化成人形兒童模樣的狸貓波可。
右小腿有舊傷，至今仍不時發痛。畏高。
因是麵店孩子受同學嘲笑排擠的緣故，拒絕繼承家業，執意往東京發展，遠離鄉土。父親過世而返鄉後漸生悔意，有重新與該地建立連羈之心。一度受同事後輩永妻宏司喚回東京繼續此前的工作案件，終因波可之故，向有教諭知遇之恩的老闆濱田吾郎呈辭返回香川。在濱田的介紹下，前往小豆島進入冴木學的工作室。
波可（聲：古城門志帆；台灣：林美秀）
俵宗太在自家的烏龍麵店發現的小孩。雄性狸貓妖怪。本作主角之一。
性格類似人類男童，健康活潑，略淘氣好吃，好奇好動，頓笑頓號皆轉眼瞬間之事。初期本不甚通人言，逐漸習得人類詞彙。
與宗太約定，不在他人前露出耳朵和尾巴，避免遭人發現；但過於疲憊或懈怠或睡覺或生病時，還是會崩露馬腳。能夠變化外，也能幻現人類過去的經歷片段。
極喜歡劇中劇的獅子造型動畫角色「嘎嗷嘎嗷」。
中島忍（聲：杉田智和、嶋村侑（幼少期）；台灣：何志威）
俵宗太的兒時玩伴。整形外科醫師。愛車為瑪莎拉蒂GranCabrio，喜好釣魚，會常找宗太出門或垂釣。家裡經營醫院卻拒絕繼承家業。與父親（聲：寶龜克壽；台灣：鈕凱暘）因此不和，母親（聲：木村亞希子；台灣：詹雅菁）則時而催婚，故鮮少返家露面。在母親淚勢下同意相親。青春期時曾經對凜子暗生情愫。
大石凜子（聲：中原麻衣；台灣：詹雅菁）
俵宗太的姊姊。已婚後住在高知縣。原姓「俵」，結婚後改姓「大石」。
少時即期盼長大成為稱職的母親，懷孕後在母親忌日時返家掃墓家祭稟告。母親過世後一度希望撐起家務，但廚藝始終不佳，最後反而是宗太的廚藝更好。
藤山俊亮（聲：福山潤；台灣：鈕凱暘）
僧侶。提醒宗太此地自古盛有狸妖之事。會從事舞台DJ的工作。喜好狸貓，大量收集狸貓相關物品、書籍。
藤山紗枝（聲：花澤香菜；台灣：鄭郁欣）
俊亮的妹妹。飼有一巨犬。最喜愛俵家的烏龍麵，對其滋味念念不忘，盼望俵家製面所重開。
濱田吾郎（聲：黑田崇矢；台灣：何志威）
宗太在東京的老闆，重視屬下，按才提拔並富有人情味。。宗太中學腳傷時在病床間巧遇宗太與中島在鄰床學習主頁製作，乃教導宗太並邀他至東京招待遊玩。宗太離開香川後，在其東京的公司服務。相當器重宗太，雖不太情願卻願意讓宗太拿長假在香川照顧波可，在宗太呈辭後還替他在香川介紹友人處的工作機會。
永妻宏司（聲：立花慎之介；台灣：鈕凱暘）
宗太的後輩。對宗太相當敬仰。一度發現波可的耳朵和尾巴。怕黑卻能夠立刻在眼睛蒙上後睡去。體力驚人，能自東京騎腳車至小豆島。小豆島上愛上宗太的姐姐，旋得知為人妻而失戀。
情緒不太鎮靜。同事覺得他是怪人，打扮、行為怪異，惟宗太接受他。
田中舞（聲：皆口裕子；台灣：石采薇）
宗太暗戀的初戀。宗太為波可添裝時於童裝店相遇，乃與宗太成為媽媽之友。
已有二孩子。結婚後改姓「田中」，但宗太還是習慣叫原姓「真鍋」。
田中望（聲：本渡楓；台灣：鄭郁欣）
舞的長女。以為波可是女生。兩者衝撞後復交好，贈送波可珠珠花形的髮飾。較波可年長，待波可如弟弟。
冴木學（聲：鳥海浩輔；台灣：林正騏）
小豆島上開設「行星工作社」經營軟件開發業務。宗太原老闆濱田吾郎的朋友，經介紹前來覓職。喜愛海釣。工作認真但生活態度自由放任。
傳說中的創意總監。掀起該動畫世界中虛構動畫角色「嘎嗷嘎嗷」熱潮的人物。
冴木雪枝（聲：嶋村侑；台灣：石采薇）
冴木學的太太。協助經營公司。受不了先生的生活態度。
喜岡富美（聲：鯨；台灣：石采薇）
俵家鄰居老婆婆。對破壞田地的動物譬如狸貓尤其痛恨。波可會自去拜訪玩耍。
要潤（聲：要潤；台灣：林正騏）
只在預告中出現的旁白。烏冬縣副知事。是現實中真實存在的人物。

### 劇中劇《嘎傲嘎傲與藍天》[5]
嘎傲嘎傲（聲：黑田崇矢；台灣：林正騏）
劇中劇的虛構動畫角色，頗受小孩歡迎，波可的最愛。
想侵略地球的宇宙最強外星人。受修車廠姐妹感化，已失侵略野心。向父親辭別，定居地球。與害羞的食人花萌生情愫。一度墜谷死亡，爾後復生。
美美（聲：牧野由依；台灣：詹雅菁）
劇中劇的虛構動畫角色，修車廠姐妹之一。姐妹又友好又經常吵架。
茉茉（聲：古城門志帆；台灣：鄭郁欣）
劇中劇的虛構動畫角色，修車廠姐妹之一。

## 出版書籍
| 卷數 | 新潮社        | 新潮社                 | 東立出版社     | 東立出版社             |
| 卷數 | 出版日期      | ISBN                   | 出版日期       | ISBN                   |
| ---- | ------------- | ---------------------- | -------------- | ---------------------- |
| 1    | 2012年12月8日 | ISBN 978-4-10-771688-0 | 2014年12月20日 | ISBN 978-986-337-960-7 |
| 2    | 2013年6月7日  | ISBN 978-4-10-771709-2 | 2014年12月20日 | ISBN 978-986-337-961-4 |
| 3    | 2013年12月9日 | ISBN 978-4-10-771727-6 | 2016年10月27日 | ISBN 978-986-337-962-1 |
| 4    | 2014年7月9日  | ISBN 978-4-10-771759-7 | 2016年11月24日 | ISBN 978-986-365-750-7 |
| 5    | 2014年12月9日 | ISBN 978-4-10-771790-0 |                |                        |
| 6    | 2015年8月8日  | ISBN 978-4-10-771838-9 |                |                        |
| 7    | 2016年2月9日  | ISBN 978-4-10-771876-1 |                |                        |
| 8    | 2016年10月8日 | ISBN 978-4-10-771925-6 |                |                        |
| 9    | 2017年1月7日  | ISBN 978-4-10-771947-8 |                |                        |
| 10   | 2017年11月9日 | ISBN 978-4-10-772025-2 |                |                        |
| 11   | 2018年9月7日  | ISBN 978-4-10-772117-4 |                |                        |
| 12   | 2019年3月9日  | ISBN 978-4-10-772167-9 |                |                        |

## 電視動畫

### 製作人員
- 原作 - 篠丸和
- 監督 - 宅野誠起
- 助監督 - 臼井文明
- 系列構成 - 高橋奈津子
- 人物設計 - 伊藤依織子
- 美術設定 - イノセユキエ
- 美術監督 - 合六弘
- 色彩設計 - 小野寺笑子
- 攝影監督 - 後藤晴香
- 編輯 - 吉武将人
- 音響監督 - 鶴岡陽太
- 音樂 - 橋本由香利
- 音樂製作人 - 藤井素子、渡辺一博
- 製作人 - 塩出正樹、稲毛弘之、細井駿介、千矢真理子、香川豊宏、櫻井康彦
- 動畫製作人 - 里見哲朗、柴宏和
- 動畫製作 - LIDENFILMS
- 製作 - 「烏龍麵之國的金色毛毬」製作委員会（日本電視台、VAP、新潮社、日本電視台音樂、DNP 大日本印刷、西日本放送）

### 主題曲
片頭曲〈S.O.S.〉
作詞：河邊徹，作曲：杉本雄治，編曲、主唱：WEAVER
片尾曲〈Sweet Darwin〉
作詞、作曲：吉崎拓也，主唱：GOODWARP
插入曲
作詞：篠丸のどか，作曲、編曲：橋本由香利，主唱：ガオガオ☆星団（黑田崇矢、牧野由依、古城門志帆）

### 各話列表
| 話數   | 日文標題 | 中文標題       | 劇本       | 分鏡              | 演出              | 作畫監督                                                   | 總作畫監督          |
| ------ | -------- | -------------- | ---------- | ----------------- | ----------------- | ---------------------------------------------------------- | ------------------- |
| 第1話  |          | 醬汁拌烏龍涼麵 | 高橋奈津子 | 井端義秀          | 臼井文明          | 富谷美香                                                   | 伊藤依織子          |
| 第2話  |          | 琴平線(電鐵)   | 池田臨太郎 | 臼井文明          | 石郷岡範和        | 松岡謙治                                                   | 冨谷美香            |
| 第3話  |          | 紅燈塔         | 遠藤智樹   | 伊東優一          | 伊東優一          | 高田奈央子、芳我惠理子                                     | 佐川遙              |
| 第4話  |          | 屋島           | 高橋奈津子 | 井出安軌          | 犬琢隆寬          | 橋本航平                                                   | 伊藤伊織子          |
| 第5話  |          | 帶骨雞肉       | 池田臨太郎 | 宅野誠起 山田雅之 | 川久保圭史        | 渡部裕子                                                   | 冨谷美香            |
| 第6話  |          | 東京鐵塔       | 高橋奈津子 | 山田雅之          | 山田雅之          | 島田英明、西田美彌子                                       | 西田美彌子          |
| 第7話  |          | 栗林公園       | 高橋奈津子 | 井出安軌          | 三浦和也          | 能海知佳、錦織成 櫻井司                                    | 伊藤依織子          |
| 第8話  |          | 小豆島         | 池田臨太郎 | 太田里香          | 伊東優一          | 高田奈央子、芳我惠理子                                     | 佐川遙              |
| 第9話  |          | 小魚乾高湯     | 遠藤智樹   | 渡邊哲哉          | 大塚隆寬          | 橋本航平、菊田史子 長尾圭悟                                | 伊藤依織子          |
| 第10話 |          | 水塘           | 池田臨太郎 | 大石康之          | 大石康之          | 松岡謙治、原田峰文 石崎裕子、田中彩                        | 西田美彌子          |
| 第11話 |          | 高松祭         | 高橋奈津子 | 茉田哲明          | 茉田哲明          | 谷川亮介、山崎展義 和田佳純、高田奈央子 芳我惠理子         | 冨谷美香 伊藤依織子 |
| 第12話 |          | 清湯烏龍麵     | 高橋奈津子 | 森邦宏            | 山内愛彌 大和直道 | 阿部慈光、河野敏彌 吉田伊久雄、增田俊介 西田美彌子、田澤潤 | 伊藤依織子          |

### 藍光/DVD
| 卷數 | 發售日期       | 收錄話數        | 規格編號   | 規格編號   |
| 卷數 | 發售日期       | 收錄話數        | BD         | DVD        |
| ---- | -------------- | --------------- | ---------- | ---------- |
| 1    | 2016年12月21日 | 第1話 - 第2話   | VPXY-71489 | VPBY-14555 |
| 2    | 2017年1月25日  | 第3話 - 第4話   | VPXY-71490 | VPBY-14556 |
| 3    | 2017年2月22日  | 第5話 - 第6話   | VPXY-71491 | VPBY-14557 |
| 4    | 2017年3月22日  | 第7話 - 第8話   | VPXY-71492 | VPBY-14558 |
| 5    | 2017年4月19日  | 第9話 - 第10話  | VPXY-71493 | VPBY-14559 |
| 6    | 2017年5月24日  | 第11話 - 第12話 | VPXY-71494 | VPBY-14560 |

### 播放電視台
日本國內2016年10月9日於日本電視網開始播出，旁白由要潤（日）、林正騏（台）擔當。
| 播放日期                      | 播放時間                     | 播放電視台 | 播放地區       | 備註                                |
| ----------------------------- | ---------------------------- | ---------- | -------------- | ----------------------------------- |
| 2016年10月9日 - 12月25日      | 週日 1:55 - 2:25（週六深夜） | 日本電視台 | 關東廣域圈     | 參與製作委員会                      |
| 2016年10月16日 - 2017年1月1日 | 週日 7:00 - 7:30             | 西日本放送 | 香川縣、岡山縣 | 參與製作委員会 作品舞台地（香川縣） |
| 2016年10月19日 - 2017年1月4日 | 週三 1:30 - 2:00（週二深夜） | BS日本     | 日本全國       | BS放送                              |
| 2016年10月20日 - 2017年1月5日 | 週四 0:30 - 1:00（週三深夜） | SUN電視台  | 兵庫縣         | 独立局                              |
| 2016年10月22日 - 2017年1月7日 | 週六 2:30 - 3:00（週五深夜） | 宮城電視台 | 宮城縣         |                                     |
| 2016年11月12日 -              | 週六 1:30 - 2:00（週五深夜） | 日視Plus   | 日本全國       | CS放送 / 有重播時段                 |

| 播放日期                 | 播放時間             | 播放電視台 | 播放地區 | 備註                                           |
| ------------------------ | -------------------- | ---------- | -------- | ---------------------------------------------- |
| 2016年10月9日 - 12月25日 | 每週日 18:30 - 19:00 | Animax     | 臺灣     | 有重播時段                                     |
|                          | 每週日 20:30 - 21:00 | Animax     | 香港     |                                                |
| 2017年2月4日 - 2月11日   | 每週六 13:00－16:00  | Animax HD  | 臺灣     | 中華電信MOD，追加中文配音 動畫『馬拉松』第二部 |

## 外部連結
- 新生バンチコミック うどんの国の金色毛鞠 | web＠バンチ（日語）
- うどんの国の金色毛鞠 - pixivコミックで漫画を無料試し読み （页面存档备份，存于）（日語）
- 電視動畫「烏龍麵之國的金色毛毬」官方網站（日語）
- 動畫「烏龍麵之國的金色毛毬」官方的X（前Twitter）